# 德农维尔
德农维尔（法語：Denonville，法語發音：[dənɔ̃vil]）是法国厄尔-卢瓦省的一个市镇，位于该省东部，博斯平原腹地，属于沙特尔区。

## 地理
德农维尔（48°23'32"N, 1°48'41"E）面积12.82 平方千米，位于法国中央-卢瓦尔河谷大区厄尔-卢瓦省，该省份为法国北部内陆省份，北起顺时针与厄尔省、伊夫林省、埃松省、卢瓦雷省、卢瓦-谢尔省、萨尔特省和奧恩省接壤。
德农维尔的时区为UTC+01:00、UTC+02:00（夏令时）。

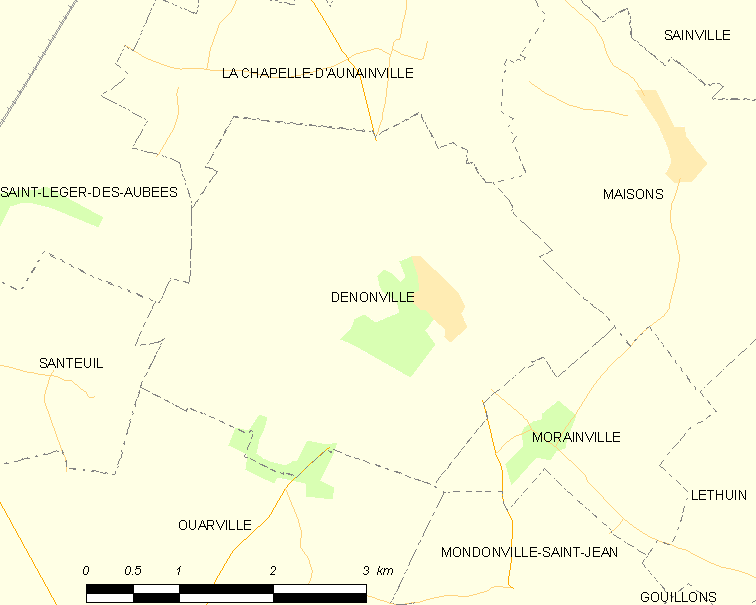
德农维尔的OSM定位图

## 行政
德农维尔的邮政编码为28700，INSEE市镇编码为28129。

## 政治
德农维尔所属的省级选区为欧诺县。

## 人口

1962-2008年间德农维尔人口变化图示

德农维尔于2022年1月1日时的人口数量为773人。